# Криворучко, Орест Иванович
Оре́ст Ива́нович Кривору́чко (укр. Орест Іванович Криворучко; 9 мая 1942, Черновцы, Украинская ССР — 26 марта 2021) — украинский художник, Заслуженный художник Украины (2005).

## Биография
Родился на северной окраине г. Черновцы, в Старой Жучке (ныне входит в черту города). Отец, Иван Дмитриевич, погиб во время Великой Отечественной войны. Матери, Веронии Онуфриевне, пришлось самой поднимать двух сыновей.
Способность к рисованию проявилась рано, поэтому решили, что Орест после неполной средней школы пойдёт учиться в Черновицкое художественно-ремесленное училище № 5. Окончил училище в 1959 году на отлично, с седьмым (высшим) разрядом по живописи. Его рисунки разнообразны — природа и животные, город и люди.
После окончания училища работает по оформлению домов, руководит студией во Дворце пионеров г. Черновцы.
В 1967 году после службы в армии поступает в престижное Строгановское училище в Москве на отделение графики.
После окончания учёбы получает направление на работу в г. Сочи. Но затем возвращается на родину, на Буковину. Участвовал во многих выставках.
В 1990-е годы, когда деньгами на Украине были купоны, начал ездить в Австрию. До 2006 года был там свыше 10 раз, провёл выставки в 17 австрийских городах.
С 1977 года О. И. Криворучко является членом Национального союза художников Украины. Активный член Украинского геральдического общества (с 1994 года), автор герба и флага г. Черновцы.
В 2005 году присвоено почётное звание «Заслуженный художник Украины».
Скончался в городе Черновцы 26 марта 2021 года.

## Творческие достижения
Участник 80 международных выставок (ex libris, малая графика, эстамп) в 30 странах мира на всех континентах. В его активе 20 персональных выставок.
Диапазон творческих поисков — от оригинальных работ до малой графики. Работает в разных жанрах, разных техниках и стилях. С юных лет Орест начал увлекаться фотографией. Это хобби сопровождает его всю жизнь. Со временем пришло признание, появились награды. В 2006 году вышел из печати художественный альбом О. И. Криворучко.
Лауреат областной литературно-художественной премии имени Исидора Воробкевича. Награждён медалью «На славу Черновцов».

## Семья
Дочь — Оксана Скоробогач (род. 1980) тоже выбрала путь художника, имеет награды.